# Новий Двур (Пільський повіт)
Новий Двур (пол. Nowy Dwór) — село в Польщі, у гміні Шидлово Пільського повіту Великопольського воєводства.
Населення — 292 особи (2011).
У 1975-1998 роках село належало до Пільського воєводства.

## Демографія
Демографічна структура станом на 31 березня 2011 року:
|          | Загалом | Допрацездатний вік | Працездатний вік | Постпрацездатний вік |
| -------- | ------- | ------------------ | ---------------- | -------------------- |
| Чоловіки | 149     | 45                 | 97               | 7                    |
| Жінки    | 143     | 35                 | 94               | 14                   |
| Разом    | 292     | 80                 | 191              | 21                   |